# Talismã
Talismã est une municipalité brésilienne située dans l'État du Tocantins.